# Ansgar Schwirtz
Ansgar Schwirtz (* 1959) ist ein deutscher Sportwissenschaftler und Hochschullehrer.

## Leben
Schwirtz absolvierte ein Studium an der Deutschen Sporthochschule Köln (DSHS) (Abschluss als Diplomsportlehrer im Jahr 1983) sowie ein Lehramtsstudium (Sport, Mathematik, Erziehungswissenschaft) an der Universität Köln (Abschluss mit dem ersten Staatsexamen im Jahr 1983). Zwischen 1983 und 2000 war er wissenschaftlicher Mitarbeiter an der DSHS in Köln sowie an der Universität Freiburg, 1993 erlangte er in Köln die Doktorwürde (Thema seiner Dissertation: „Bewegungstechnik und muskuläre Koordination beim Skilanglauf“).
Zwischen Oktober 2000 und Januar 2002 hatte er die Leitung des Instituts für Biomechanik an einer Rehabilitationsklinik in Bernau-Felden inne.
2002 trat Schwirtz an der Technischen Universität München eine Professorenstelle für Biomechanik im Sport an. 2013 nahm er zudem das Amt des Dekans der Fakultät für Sport- und Gesundheitswissenschaften an.
2017 wurde Schwirtz Vorsitzender der Deutschen Vereinigung für Sportwissenschaft (DVS).
Sportarten, die er im Rahmen von Forschungsprojekten zu biomechanischen Aspekten untersuchte, sind unter anderem der nordische Skisport sowie in biomechanisch und medizinischer Hinsicht der Speerwurf.